# Франтішек Штиліп
Франтішек Штиліп (чеськ. František Štilip; 16 грудня 1886, Пльзень — 9 березня 1950, Роупов) — чехословацький дипломат. Генеральний консул Чехословаччини у Львові (1921—1928)

## Життєпис
Народився 16 грудня 1886 року у місті Пльзень. У 1905 році закінчив учительський інститут у Пльзені, потім майже десять років учителював у народних школах Пльзеньщини, а згодом завершив освіту в реальній гімназії. 
З лютого 1915 р. йому довелося служити в австро-угорській армії, у лютому 1917 р. дезертирував до Росії і вступив до Чехословацького легіону. Спочатку служив у 1-му стрілецькому полку, згодом працював у військкоматі в Києві, а також активно займався журналістикою. У березні 1918 року виїхав з армією до Франції і після закінчення офіцерських курсів служив у чехословацьких легіонах в Італії, згодом у складі 32-го полку брав участь в окупації Словаччини. Наприкінці 1919 року він ще був офіцером Чехословацької армії, направленої з репатріаційною місією до Єгипту, пізніше очолював репатріаційну місію в Закавказзі й недовго служив у II відділі Головного штабу Чехословацької армії. 
У липні 1921 р. був прийнятий до Чеської дипломатії, направлений «для досвіду» до генерального консульства в Дрездені та у вересні 1921 переведений до представництва у Варшаві. У грудні того ж року його призначили першим чехословацьким консулом у Львові, де працював до літа 1928 р. Після повернення в штаб-квартиру працював радником союзу в адміністративній секції Міністерства закордонних справ, а у травні 1930 р. був відряджений (у званні радника-легата) до чехословацької місії в Москві на посаду заступника її голови Дж. Гірсі, але після з'ясування стосунків з радянськими органами держбезпеки був звільнений з посади 1 червня 1931 року. Потім він знову працював у Департаменті V/1 Міністерства закордонних справ, 1 травня 1936 року був підвищений до посади головного галузевого радника, а 1 січня 1936 року призначений генеральним консулом у Галаці, Румунія.
Наприкінці 1937 року за станом здоров'я був відкликаний і 31 липня 1938 року відправлений у відставку. Він жив у прибудові біля руїн замку Рупов у Пршештицях, яку раніше придбав.